# إكسافيير مورتيمر
إكسافير مورتيمر (بالفرنسية: Xavier Mortimer)‏ هو مقدم عروض سحر فرنسي ولد في يوم 20 يونيو 1980 في بلدة بريانسون في فرنسا. قدم عدة عروض شهيرة مثل برنامج بين أند تيلر وأميريكان غوت تالنت. هو يقيم حالياً في مدينة لاس فيغاس ويقدم عروضه في فندوق وكازينو باليس لاس فيغاس.